# Prosiměřice
Prosiměřice település Csehországban, a Znojmói járásban. Prosiměřice Těšetice, Vítonice, Bantice, Práče, Stošíkovice na Louce, Kyjovice és Žerotice településekkel határos. Lakosainak száma 868 fő (2024. január 1.).

## Népesség
A település lakosságának változását az alábbi diagram mutatja:
| Lakosok száma | 753  | 779  | 746  | 563  | 545  | 799  | 826  | 856  | 849  | 868  |
|               | 1869 | 1900 | 1921 | 1961 | 1980 | 2011 | 2016 | 2019 | 2021 | 2024 |